# Żytkiejmy
Żytkiejmy [pronunciación en polaco: /ʐɨtˈkʲɛi̯mɨ/]; (en alemán: Szittkehmen hasta 1936, Schittkehmen entre 1936 y 1938, y Wehrkirchen entre 1938 y 1946; lituano: Žydkiemis) es un pueblo en el distrito administrativo de Gmina Dubeninki, dentro del Distrito de Irłdap, Voivodato de Varmia y Masuria, en el norte de Polonia, cercano a la frontera con Lituania y el Óblast de Kaliningrado en Rusia. Se encuentra aproximadamente 10 kilómetros al noreste de Dubeninki, 25 kilómetros al este de Irłdap, y 156 kilómetros al noreste de la capital regional, Olsztyn.